# Temporada 2004 de Fórmula 1
La temporada 2004 de Fórmula 1 fue la 55.ª temporada del Campeonato Mundial de Fórmula 1 de la FIA.
Michael Schumacher logró su séptimo y último título al vencer en el Gran Premio de Bélgica, y la escudería Ferrari obtuvo su sexto título de constructores consecutivo.

## Escuderías y pilotos
| Escudería                               | Chasis   | Chasis         | Motor                         | Neu. | N.º           | Pilotos              | Siglas | Rondas     | Pilotos de pruebas         |
| --------------------------------------- | -------- | -------------- | ----------------------------- | ---- | ------------- | -------------------- | ------ | ---------- | -------------------------- |
| Scuderia Ferrari Marlboro               | Ferrari  | F2004          | Ferrari 053 3.0 V10 90.º      | B    | 1             | Michael Schumacher   | MSC    | Todas      |                            |
| Scuderia Ferrari Marlboro               | Ferrari  | F2004          | Ferrari 053 3.0 V10 90.º      | B    | 2             | Rubens Barrichello   | BAR    | Todas      |                            |
| BMW Williams F1 Team                    | Williams | FW26           | BMW P84 3.0 V10 90.º          | M    | 3             | Juan Pablo Montoya   | MOY    | Todas      |                            |
| BMW Williams F1 Team                    | Williams | FW26           | BMW P84 3.0 V10 90.º          | M    | 4             | Ralf Schumacher      | RSC    | 1-9, 16-18 |                            |
| BMW Williams F1 Team                    | Williams | FW26           | BMW P84 3.0 V10 90.º          | M    | 4             | Marc Gené            | GEN    | 10-11      |                            |
| BMW Williams F1 Team                    | Williams | FW26           | BMW P84 3.0 V10 90.º          | M    | 4             | Antônio Pizzonia     | PIZ    | 12-15      |                            |
| West McLaren Mercedes                   | McLaren  | MP4-19 MP4-19B | Mercedes FO 110Q 3.0 V10 90.º | M    | 5             | David Coulthard      | COU    | Todas      |                            |
| West McLaren Mercedes                   | McLaren  | MP4-19 MP4-19B | Mercedes FO 110Q 3.0 V10 90.º | M    | 6             | Kimi Räikkönen       | RAI    | Todas      |                            |
| Mild Seven Renault F1 Team              | Renault  | R24            | Renault RS24 3.0 V10 72.º     | M    | 7             | Jarno Trulli         | TRU    | 1-15       |                            |
| Mild Seven Renault F1 Team              | Renault  | R24            | Renault RS24 3.0 V10 72.º     | M    | 7             | Jacques Villeneuve   | VIL    | 16-18      |                            |
| Mild Seven Renault F1 Team              | Renault  | R24            | Renault RS24 3.0 V10 72.º     | M    | 8             | Fernando Alonso      | ALO    | Todas      |                            |
| Lucky Strike BAR Honda                  | BAR      | 006            | Honda RA004E 3.0 V10 90.º     | M    | 9             | Jenson Button        | BUT    | Todas      | Anthony Davidson           |
| Lucky Strike BAR Honda                  | BAR      | 006            | Honda RA004E 3.0 V10 90.º     | M    | 10            | Takuma Satō          | SAT    | Todas      | Anthony Davidson           |
| Sauber Petronas                         | Sauber   | C23            | Petronas 04A 3.0 V10 90.º     | B    | 11            | Giancarlo Fisichella | FIS    | Todas      |                            |
| Sauber Petronas                         | Sauber   | C23            | Petronas 04A 3.0 V10 90.º     | B    | 12            | Felipe Massa         | MAS    | Todas      |                            |
| Jaguar Racing                           | Jaguar   | R5             | Cosworth CR-6 3.0 V10 90.º    | M    | 14            | Mark Webber          | WEB    | Todas      | Björn Wirdheim             |
| Jaguar Racing                           | Jaguar   | R5             | Cosworth CR-6 3.0 V10 90.º    | M    | 15            | Christian Klien      | KLI    | Todas      | Björn Wirdheim             |
| Panasonic Toyota Racing                 | Toyota   | TF104 TF104B   | Toyota RVX-04 3.0 V10 90.º    | M    | 16            | Cristiano da Matta   | DAM    | 1-12       | Ricardo Zonta Ryan Briscoe |
| Panasonic Toyota Racing                 | Toyota   | TF104 TF104B   | Toyota RVX-04 3.0 V10 90.º    | M    | 16            | Ricardo Zonta        | ZON    | 13-16      | Ricardo Zonta Ryan Briscoe |
| Panasonic Toyota Racing                 | Toyota   | TF104 TF104B   | Toyota RVX-04 3.0 V10 90.º    | M    | 16            | Jarno Trulli         | TRU    | 17-18      | Ricardo Zonta Ryan Briscoe |
| Panasonic Toyota Racing                 | Toyota   | TF104 TF104B   | Toyota RVX-04 3.0 V10 90.º    | M    | 17            | Jarno Trulli         |        |            | Ricardo Zonta Ryan Briscoe |
| Panasonic Toyota Racing                 | Toyota   | TF104 TF104B   | Toyota RVX-04 3.0 V10 90.º    | M    | Olivier Panis | PAN                  | 1-17   |            | Ricardo Zonta Ryan Briscoe |
| Panasonic Toyota Racing                 | Toyota   | TF104 TF104B   | Toyota RVX-04 3.0 V10 90.º    | M    | Ricardo Zonta | ZON                  | 18     |            | Ricardo Zonta Ryan Briscoe |
| Jordan Ford                             | Jordan   | EJ14           | Ford RS2 3.0 V10              | B    | 18            | Nick Heidfeld        | HEI    | Todas      | Timo Glock Robert Doornbos |
| Jordan Ford                             | Jordan   | EJ14           | Ford RS2 3.0 V10              | B    | 19            | Giorgio Pantano      | PTO    | 1-7, 9-15  | Timo Glock Robert Doornbos |
| Jordan Ford                             | Jordan   | EJ14           | Ford RS2 3.0 V10              | B    | 19            | Timo Glock           | GLO    | 8, 16-18   | Timo Glock Robert Doornbos |
| Wilux Minardi Cosworth Minardi Cosworth | Minardi  | PS04B          | Cosworth CR-3 L 3.0 V10 72.º  | B    | 20            | Gianmaria Bruni      | BRU    | Todas      | Bas Leinders               |
| Wilux Minardi Cosworth Minardi Cosworth | Minardi  | PS04B          | Cosworth CR-3 L 3.0 V10 72.º  | B    | 21            | Zsolt Baumgartner    | BAU    | Todas      | Bas Leinders               |

## Cambios

### Cambios de pilotos
- Christian Klien debuta en la F1 como piloto titular de Jaguar Racing.
- La escudería Minardi renovó completamente su plantel de pilotos, incorporandosé el italiano Gianmaria Bruni y el debutante húngaro Zsolt Baumgartner.[5]

- Takuma Satō reemplazó definitivamente al campeón Jacques Villeneuve en BAR, tras ocupar su asiento en la última ronda de la temporada 2003.

- Heinz-Harald Frentzen se retiró de la F1 al finalizar la temporada 2003, para pasar a competir el campeonato de la DTM.[6] Su lugar en Sauber fue ocupado por Felipe Massa, quien regresó al equipo tras un año fuera del campeonato.
- Giancarlo Fisichella abandona el equipo Jordan para formar parte de Sauber, reemplazando al alemán Nick Heidfeld. Tras las pruebas de pretemporada, Heidfeld es confirmado como piloto de Jordan, ocupando el asiento libre que dejó Fisichella.
- Giorgio Pantano debuta en la F1 con Jordan, reemplazando a Ralph Firman.

### Cambios de Grandes Premios
- Se incorporaron al calendario dos nuevos circuitos, el Gran Premio de Baréin y el Gran Premio de China, iniciando así la expansión de la Fórmula 1 hacia Asia en busca de nuevos mercados.
- El Gran Premio de Austria fue cancelado debido a remodelaciones. En su reemplazo, regresó al calendario el Gran Premio de Bélgica.
- Se modifica la fecha del Gran Premio de Brasil, pasando de ser una de las citas inaugurales del calendario a cerrar la temporada.

### Cambios de normativa
- El motor debe durar el fin de semana entero. En caso de que sea necesario cambiarlo, el piloto recibe una penalización de 10 posiciones.
- Se permite a ciertos equipos el uso de un tercer piloto para los entrenamientos del viernes.

## Calendario
| Ronda | Gran Premio                       | Circuito                                     | Fecha            |
| ----- | --------------------------------- | -------------------------------------------- | ---------------- |
| 1     | Gran Premio de Australia          | Circuito de Albert Park, Melbourne           | 7 de marzo       |
| 2     | Gran Premio de Malasia            | Circuito Internacional de Sepang, Sepang     | 21 de marzo      |
| 3     | Gran Premio de Baréin             | Circuito Internacional de Baréin, Sakhir     | 4 de abril       |
| 4     | Gran Premio de San Marino         | Autódromo Enzo e Dino Ferrari, Imola         | 25 de abril      |
| 5     | Gran Premio de España             | Circuito de Barcelona-Cataluña, Montmeló     | 9 de mayo        |
| 6     | Gran Premio de Mónaco             | Circuito de Mónaco, Montecarlo               | 23 de mayo       |
| 7     | Gran Premio de Europa             | Nürburgring, Nürburg                         | 30 de mayo       |
| 8     | Gran Premio de Canadá             | Circuito Gilles Villeneuve, Montreal         | 13 de junio      |
| 9     | Gran Premio de los Estados Unidos | Indianapolis Motor Speedway, Indiana         | 20 de junio      |
| 10    | Gran Premio de Francia            | Circuito de Nevers Magny-Cours, Magny-Cours  | 4 de julio       |
| 11    | Gran Premio de Gran Bretaña       | Circuito de Silverstone, Silverstone         | 11 de julio      |
| 12    | Gran Premio de Alemania           | Hockenheimring, Hockenheim                   | 25 de julio      |
| 13    | Gran Premio de Hungría            | Hungaroring, Mogyoród                        | 15 de agosto     |
| 14    | Gran Premio de Bélgica            | Circuito de Spa-Francorchamps, Spa           | 29 de agosto     |
| 15    | Gran Premio de Italia             | Autodromo Nazionale di Monza, Monza          | 12 de septiembre |
| 16    | Gran Premio de China              | Circuito Internacional de Shanghái, Shanghái | 26 de septiembre |
| 17    | Gran Premio de Japón              | Circuito de Suzuka, Suzuka                   | 10 de octubre    |
| 18    | Gran Premio de Brasil             | Autódromo José Carlos Pace, São Paulo        | 24 de octubre    |

## Resultados
| Ronda | Fecha            | Gran Premio | Mapa del circuito    | Resultados                    | Resultados         | Resultados                    | Resultados         |
| ----- | ---------------- | --- | -------------------- | ----------------------------- | ------------------ | ----------------------------- | ------------------ |
| 1     | 7 de marzo       | Gran Premio de Australia Circuito de Albert Park Longitud: 5,303 km Vueltas: 58 Distancia de carrera: 307,574 km Ganador 2003: David Coulthard - McLaren                 |                      | Libres 1                      | Michael Schumacher | Ganador                       | Michael Schumacher |
| 1     | 7 de marzo       | Gran Premio de Australia Circuito de Albert Park Longitud: 5,303 km Vueltas: 58 Distancia de carrera: 307,574 km Ganador 2003: David Coulthard - McLaren                 | Libres 2             | Michael Schumacher            | 2.do puesto        | Rubens Barrichello            |                    |
| 1     | 7 de marzo       | Gran Premio de Australia Circuito de Albert Park Longitud: 5,303 km Vueltas: 58 Distancia de carrera: 307,574 km Ganador 2003: David Coulthard - McLaren                 | Libres 3             | Michael Schumacher            | 3.er puesto        | Fernando Alonso               |                    |
| 1     | 7 de marzo       | Gran Premio de Australia Circuito de Albert Park Longitud: 5,303 km Vueltas: 58 Distancia de carrera: 307,574 km Ganador 2003: David Coulthard - McLaren                 | Libres 4             | Michael Schumacher            | Vuelta rápida      | Michael Schumacher (1:24.125) |                    |
| 1     | 7 de marzo       | Gran Premio de Australia Circuito de Albert Park Longitud: 5,303 km Vueltas: 58 Distancia de carrera: 307,574 km Ganador 2003: David Coulthard - McLaren                 | Pole position        | Michael Schumacher (1:24.408) | Vuelta rápida      | Michael Schumacher (1:24.125) |                    |
| 1     | 7 de marzo       | Gran Premio de Australia Circuito de Albert Park Longitud: 5,303 km Vueltas: 58 Distancia de carrera: 307,574 km Ganador 2003: David Coulthard - McLaren                 | Resultados completos |                               |                    |                               |                    |
| 2     | 21 de marzo      | Gran Premio de Malasia Circuito Internacional de Sepang Longitud: 5,543 km Vueltas: 56 Distancia de carrera: 310,408 km Ganador 2003: Kimi Räikkönen - McLaren           |                      | Libres 1                      | Michael Schumacher | Ganador                       | Michael Schumacher |
| 2     | 21 de marzo      | Gran Premio de Malasia Circuito Internacional de Sepang Longitud: 5,543 km Vueltas: 56 Distancia de carrera: 310,408 km Ganador 2003: Kimi Räikkönen - McLaren           | Libres 2             | Kimi Räikkönen                | 2.do puesto        | Juan Pablo Montoya            |                    |
| 2     | 21 de marzo      | Gran Premio de Malasia Circuito Internacional de Sepang Longitud: 5,543 km Vueltas: 56 Distancia de carrera: 310,408 km Ganador 2003: Kimi Räikkönen - McLaren           | Libres 3             | Michael Schumacher            | 3.er puesto        | Jenson Button                 |                    |
| 2     | 21 de marzo      | Gran Premio de Malasia Circuito Internacional de Sepang Longitud: 5,543 km Vueltas: 56 Distancia de carrera: 310,408 km Ganador 2003: Kimi Räikkönen - McLaren           | Libres 4             | Michael Schumacher            | Vuelta rápida      | Juan Pablo Montoya (1:34.223) |                    |
| 2     | 21 de marzo      | Gran Premio de Malasia Circuito Internacional de Sepang Longitud: 5,543 km Vueltas: 56 Distancia de carrera: 310,408 km Ganador 2003: Kimi Räikkönen - McLaren           | Pole position        | Michael Schumacher (1:33.074) | Vuelta rápida      | Juan Pablo Montoya (1:34.223) |                    |
| 2     | 21 de marzo      | Gran Premio de Malasia Circuito Internacional de Sepang Longitud: 5,543 km Vueltas: 56 Distancia de carrera: 310,408 km Ganador 2003: Kimi Räikkönen - McLaren           | Resultados completos |                               |                    |                               |                    |
| 3     | 4 de abril       | Gran Premio de Baréin Circuito Internacional de Baréin Longitud: 5,412 km Vueltas: 57 Distancia de carrera: 308,238 km Ganador 2003: Primera edición                     |                      | Libres 1                      | Michael Schumacher | Ganador                       | Michael Schumacher |
| 3     | 4 de abril       | Gran Premio de Baréin Circuito Internacional de Baréin Longitud: 5,412 km Vueltas: 57 Distancia de carrera: 308,238 km Ganador 2003: Primera edición                     | Libres 2             | Rubens Barrichello            | 2.do puesto        | Rubens Barrichello            |                    |
| 3     | 4 de abril       | Gran Premio de Baréin Circuito Internacional de Baréin Longitud: 5,412 km Vueltas: 57 Distancia de carrera: 308,238 km Ganador 2003: Primera edición                     | Libres 3             | Jenson Button                 | 3.er puesto        | Jenson Button                 |                    |
| 3     | 4 de abril       | Gran Premio de Baréin Circuito Internacional de Baréin Longitud: 5,412 km Vueltas: 57 Distancia de carrera: 308,238 km Ganador 2003: Primera edición                     | Libres 4             | Jenson Button                 | Vuelta rápida      | Michael Schumacher (1:30.252) |                    |
| 3     | 4 de abril       | Gran Premio de Baréin Circuito Internacional de Baréin Longitud: 5,412 km Vueltas: 57 Distancia de carrera: 308,238 km Ganador 2003: Primera edición                     | Pole position        | Michael Schumacher (1:30.139) | Vuelta rápida      | Michael Schumacher (1:30.252) |                    |
| 3     | 4 de abril       | Gran Premio de Baréin Circuito Internacional de Baréin Longitud: 5,412 km Vueltas: 57 Distancia de carrera: 308,238 km Ganador 2003: Primera edición                     | Resultados completos |                               |                    |                               |                    |
| 4     | 25 de abril      | Gran Premio de San Marino Autodromo Enzo e Dino Ferrari Longitud: 4,933 km Vueltas: 62 Distancia de carrera: 305,609 km Ganador 2003: Michael Schumacher - Ferrari       |                      | Libres 1                      | Michael Schumacher | Ganador                       | Michael Schumacher |
| 4     | 25 de abril      | Gran Premio de San Marino Autodromo Enzo e Dino Ferrari Longitud: 4,933 km Vueltas: 62 Distancia de carrera: 305,609 km Ganador 2003: Michael Schumacher - Ferrari       | Libres 2             | Jenson Button                 | 2.do puesto        | Jenson Button                 |                    |
| 4     | 25 de abril      | Gran Premio de San Marino Autodromo Enzo e Dino Ferrari Longitud: 4,933 km Vueltas: 62 Distancia de carrera: 305,609 km Ganador 2003: Michael Schumacher - Ferrari       | Libres 3             | Michael Schumacher            | 3.er puesto        | Juan Pablo Montoya            |                    |
| 4     | 25 de abril      | Gran Premio de San Marino Autodromo Enzo e Dino Ferrari Longitud: 4,933 km Vueltas: 62 Distancia de carrera: 305,609 km Ganador 2003: Michael Schumacher - Ferrari       | Libres 4             | Michael Schumacher            | Vuelta rápida      | Michael Schumacher (1:20.411) |                    |
| 4     | 25 de abril      | Gran Premio de San Marino Autodromo Enzo e Dino Ferrari Longitud: 4,933 km Vueltas: 62 Distancia de carrera: 305,609 km Ganador 2003: Michael Schumacher - Ferrari       | Pole position        | Jenson Button (1:19.753)      | Vuelta rápida      | Michael Schumacher (1:20.411) |                    |
| 4     | 25 de abril      | Gran Premio de San Marino Autodromo Enzo e Dino Ferrari Longitud: 4,933 km Vueltas: 62 Distancia de carrera: 305,609 km Ganador 2003: Michael Schumacher - Ferrari       | Resultados completos |                               |                    |                               |                    |
| 5     | 9 de mayo        | Gran Premio de España Circuito de Barcelona-Cataluña Longitud: 4,627 km Vueltas: 66 Distancia de carrera: 305,256 km Ganador 2003: Michael Schumacher - Ferrari          |                      | Libres 1                      | Michael Schumacher | Ganador                       | Michael Schumacher |
| 5     | 9 de mayo        | Gran Premio de España Circuito de Barcelona-Cataluña Longitud: 4,627 km Vueltas: 66 Distancia de carrera: 305,256 km Ganador 2003: Michael Schumacher - Ferrari          | Libres 2             | Jenson Button                 | 2.do puesto        | Rubens Barrichello            |                    |
| 5     | 9 de mayo        | Gran Premio de España Circuito de Barcelona-Cataluña Longitud: 4,627 km Vueltas: 66 Distancia de carrera: 305,256 km Ganador 2003: Michael Schumacher - Ferrari          | Libres 3             | Jenson Button                 | 3.er puesto        | Jarno Trulli                  |                    |
| 5     | 9 de mayo        | Gran Premio de España Circuito de Barcelona-Cataluña Longitud: 4,627 km Vueltas: 66 Distancia de carrera: 305,256 km Ganador 2003: Michael Schumacher - Ferrari          | Libres 4             | Takuma Satō                   | Vuelta rápida      | Michael Schumacher (1:17.450) |                    |
| 5     | 9 de mayo        | Gran Premio de España Circuito de Barcelona-Cataluña Longitud: 4,627 km Vueltas: 66 Distancia de carrera: 305,256 km Ganador 2003: Michael Schumacher - Ferrari          | Pole position        | Michael Schumacher (1:15.022) | Vuelta rápida      | Michael Schumacher (1:17.450) |                    |
| 5     | 9 de mayo        | Gran Premio de España Circuito de Barcelona-Cataluña Longitud: 4,627 km Vueltas: 66 Distancia de carrera: 305,256 km Ganador 2003: Michael Schumacher - Ferrari          | Resultados completos |                               |                    |                               |                    |
| 6     | 23 de mayo       | Gran Premio de Mónaco Circuito de Mónaco Longitud: 3,340 km Vueltas: 78 Distancia de carrera: 260,520 km Ganador 2003: Juan Pablo Montoya - Williams                     |                      | Libres 1                      | Michael Schumacher | Ganador                       | Jarno Trulli       |
| 6     | 23 de mayo       | Gran Premio de Mónaco Circuito de Mónaco Longitud: 3,340 km Vueltas: 78 Distancia de carrera: 260,520 km Ganador 2003: Juan Pablo Montoya - Williams                     | Libres 2             | Michael Schumacher            | 2.do puesto        | Jenson Button                 |                    |
| 6     | 23 de mayo       | Gran Premio de Mónaco Circuito de Mónaco Longitud: 3,340 km Vueltas: 78 Distancia de carrera: 260,520 km Ganador 2003: Juan Pablo Montoya - Williams                     | Libres 3             | Michael Schumacher            | 3.er puesto        | Rubens Barrichello            |                    |
| 6     | 23 de mayo       | Gran Premio de Mónaco Circuito de Mónaco Longitud: 3,340 km Vueltas: 78 Distancia de carrera: 260,520 km Ganador 2003: Juan Pablo Montoya - Williams                     | Libres 4             | Michael Schumacher            | Vuelta rápida      | Michael Schumacher (1:14.439) |                    |
| 6     | 23 de mayo       | Gran Premio de Mónaco Circuito de Mónaco Longitud: 3,340 km Vueltas: 78 Distancia de carrera: 260,520 km Ganador 2003: Juan Pablo Montoya - Williams                     | Pole position        | Jarno Trulli (1:13.985)       | Vuelta rápida      | Michael Schumacher (1:14.439) |                    |
| 6     | 23 de mayo       | Gran Premio de Mónaco Circuito de Mónaco Longitud: 3,340 km Vueltas: 78 Distancia de carrera: 260,520 km Ganador 2003: Juan Pablo Montoya - Williams                     | Resultados completos |                               |                    |                               |                    |
| 7     | 6 de junio       | Gran Premio de Europa Nürburgring Longitud: 5,148 km Vueltas: 60 Distancia de carrera: 308,880 km Ganador 2003: Ralf Schumacher - Williams                               |                      | Libres 1                      | Anthony Davidson   | Ganador                       | Michael Schumacher |
| 7     | 6 de junio       | Gran Premio de Europa Nürburgring Longitud: 5,148 km Vueltas: 60 Distancia de carrera: 308,880 km Ganador 2003: Ralf Schumacher - Williams                               | Libres 2             | Kimi Räikkönen                | 2.do puesto        | Rubens Barrichello            |                    |
| 7     | 6 de junio       | Gran Premio de Europa Nürburgring Longitud: 5,148 km Vueltas: 60 Distancia de carrera: 308,880 km Ganador 2003: Ralf Schumacher - Williams                               | Libres 3             | Jenson Button                 | 3.er puesto        | Jenson Button                 |                    |
| 7     | 6 de junio       | Gran Premio de Europa Nürburgring Longitud: 5,148 km Vueltas: 60 Distancia de carrera: 308,880 km Ganador 2003: Ralf Schumacher - Williams                               | Libres 4             | Jenson Button                 | Vuelta rápida      | Michael Schumacher (1:29.468) |                    |
| 7     | 6 de junio       | Gran Premio de Europa Nürburgring Longitud: 5,148 km Vueltas: 60 Distancia de carrera: 308,880 km Ganador 2003: Ralf Schumacher - Williams                               | Pole position        | Michael Schumacher (1:28.351) | Vuelta rápida      | Michael Schumacher (1:29.468) |                    |
| 7     | 6 de junio       | Gran Premio de Europa Nürburgring Longitud: 5,148 km Vueltas: 60 Distancia de carrera: 308,880 km Ganador 2003: Ralf Schumacher - Williams                               | Resultados completos |                               |                    |                               |                    |
| 8     | 13 de junio      | Gran Premio de Canadá Circuito Gilles Villeneuve Longitud: 4,361 km Vueltas: 70 Distancia de carrera: 305,270 km Ganador 2003: Michael Schumacher - Ferrari              |                      | Libres 1                      | Michael Schumacher | Ganador                       | Michael Schumacher |
| 8     | 13 de junio      | Gran Premio de Canadá Circuito Gilles Villeneuve Longitud: 4,361 km Vueltas: 70 Distancia de carrera: 305,270 km Ganador 2003: Michael Schumacher - Ferrari              | Libres 2             | Takuma Satō                   | 2.do puesto        | Rubens Barrichello            |                    |
| 8     | 13 de junio      | Gran Premio de Canadá Circuito Gilles Villeneuve Longitud: 4,361 km Vueltas: 70 Distancia de carrera: 305,270 km Ganador 2003: Michael Schumacher - Ferrari              | Libres 3             | Michael Schumacher            | 3.er puesto        | Jenson Button                 |                    |
| 8     | 13 de junio      | Gran Premio de Canadá Circuito Gilles Villeneuve Longitud: 4,361 km Vueltas: 70 Distancia de carrera: 305,270 km Ganador 2003: Michael Schumacher - Ferrari              | Libres 4             | Jarno Trulli                  | Vuelta rápida      | Rubens Barrichello (1:13.622  |                    |
| 8     | 13 de junio      | Gran Premio de Canadá Circuito Gilles Villeneuve Longitud: 4,361 km Vueltas: 70 Distancia de carrera: 305,270 km Ganador 2003: Michael Schumacher - Ferrari              | Pole position        | Ralf Schumacher (1:12.275)    | Vuelta rápida      | Rubens Barrichello (1:13.622  |                    |
| 8     | 13 de junio      | Gran Premio de Canadá Circuito Gilles Villeneuve Longitud: 4,361 km Vueltas: 70 Distancia de carrera: 305,270 km Ganador 2003: Michael Schumacher - Ferrari              | Resultados completos |                               |                    |                               |                    |
| 9     | 27 de junio      | Gran Premio de los Estados Unidos Indianapolis Motor Speedway Longitud: 4,195 km Vueltas: 73 Distancia de carrera: 306,016 km Ganador 2003: Michael Schumacher - Ferrari |                      | Libres 1                      | Rubens Barrichello | Ganador                       | Michael Schumacher |
| 9     | 27 de junio      | Gran Premio de los Estados Unidos Indianapolis Motor Speedway Longitud: 4,195 km Vueltas: 73 Distancia de carrera: 306,016 km Ganador 2003: Michael Schumacher - Ferrari | Libres 2             | Rubens Barrichello            | 2.do puesto        | Rubens Barrichello            |                    |
| 9     | 27 de junio      | Gran Premio de los Estados Unidos Indianapolis Motor Speedway Longitud: 4,195 km Vueltas: 73 Distancia de carrera: 306,016 km Ganador 2003: Michael Schumacher - Ferrari | Libres 3             | Rubens Barrichello            | 3.er puesto        | Takuma Satō                   |                    |
| 9     | 27 de junio      | Gran Premio de los Estados Unidos Indianapolis Motor Speedway Longitud: 4,195 km Vueltas: 73 Distancia de carrera: 306,016 km Ganador 2003: Michael Schumacher - Ferrari | Libres 4             | Jenson Button                 | Vuelta rápida      | Rubens Barrichello (1:10.399) |                    |
| 9     | 27 de junio      | Gran Premio de los Estados Unidos Indianapolis Motor Speedway Longitud: 4,195 km Vueltas: 73 Distancia de carrera: 306,016 km Ganador 2003: Michael Schumacher - Ferrari | Pole position        | Rubens Barrichello (1:10.223) | Vuelta rápida      | Rubens Barrichello (1:10.399) |                    |
| 9     | 27 de junio      | Gran Premio de los Estados Unidos Indianapolis Motor Speedway Longitud: 4,195 km Vueltas: 73 Distancia de carrera: 306,016 km Ganador 2003: Michael Schumacher - Ferrari | Resultados completos |                               |                    |                               |                    |
| 10    | 4 de julio       | Gran Premio de Francia Circuito de Nevers Magny-Cours Longitud: 4,411 km Vueltas: 70 Distancia de carrera: 308,770 km Ganador 2003: Ralf Schumacher - Williams           |                      | Libres 1                      | Rubens Barrichello | Ganador                       | Michael Schumacher |
| 10    | 4 de julio       | Gran Premio de Francia Circuito de Nevers Magny-Cours Longitud: 4,411 km Vueltas: 70 Distancia de carrera: 308,770 km Ganador 2003: Ralf Schumacher - Williams           | Libres 2             | Cristiano da Matta            | 2.do puesto        | Fernando Alonso               |                    |
| 10    | 4 de julio       | Gran Premio de Francia Circuito de Nevers Magny-Cours Longitud: 4,411 km Vueltas: 70 Distancia de carrera: 308,770 km Ganador 2003: Ralf Schumacher - Williams           | Libres 3             | Michael Schumacher            | 3.er puesto        | Rubens Barrichello            |                    |
| 10    | 4 de julio       | Gran Premio de Francia Circuito de Nevers Magny-Cours Longitud: 4,411 km Vueltas: 70 Distancia de carrera: 308,770 km Ganador 2003: Ralf Schumacher - Williams           | Libres 4             | Kimi Räikkönen                | Vuelta rápida      | Michael Schumacher (1:15.377) |                    |
| 10    | 4 de julio       | Gran Premio de Francia Circuito de Nevers Magny-Cours Longitud: 4,411 km Vueltas: 70 Distancia de carrera: 308,770 km Ganador 2003: Ralf Schumacher - Williams           | Pole position        | Fernando Alonso (1:13.698)    | Vuelta rápida      | Michael Schumacher (1:15.377) |                    |
| 10    | 4 de julio       | Gran Premio de Francia Circuito de Nevers Magny-Cours Longitud: 4,411 km Vueltas: 70 Distancia de carrera: 308,770 km Ganador 2003: Ralf Schumacher - Williams           | Resultados completos |                               |                    |                               |                    |
| 11    | 12 de julio      | Gran Premio de Gran Bretaña Circuito de Silverstone Longitud: 5,141 km Vueltas: 60 Distancia de carrera: 308,355 km Ganador 2003: Rubens Barrichello - Ferrari           |                      | Libres 1                      | Rubens Barrichello | Ganador                       | Michael Schumacher |
| 11    | 12 de julio      | Gran Premio de Gran Bretaña Circuito de Silverstone Longitud: 5,141 km Vueltas: 60 Distancia de carrera: 308,355 km Ganador 2003: Rubens Barrichello - Ferrari           | Libres 2             | Kimi Räikkönen                | 2.do puesto        | Kimi Räikkönen                |                    |
| 11    | 12 de julio      | Gran Premio de Gran Bretaña Circuito de Silverstone Longitud: 5,141 km Vueltas: 60 Distancia de carrera: 308,355 km Ganador 2003: Rubens Barrichello - Ferrari           | Libres 3             | Kimi Räikkönen                | 3.er puesto        | Rubens Barrichello            |                    |
| 11    | 12 de julio      | Gran Premio de Gran Bretaña Circuito de Silverstone Longitud: 5,141 km Vueltas: 60 Distancia de carrera: 308,355 km Ganador 2003: Rubens Barrichello - Ferrari           | Libres 4             | Kimi Räikkönen                | Vuelta rápida      | Michael Schumacher (1:18.739) |                    |
| 11    | 12 de julio      | Gran Premio de Gran Bretaña Circuito de Silverstone Longitud: 5,141 km Vueltas: 60 Distancia de carrera: 308,355 km Ganador 2003: Rubens Barrichello - Ferrari           | Pole position        | Kimi Räikkönen (1:18.233)     | Vuelta rápida      | Michael Schumacher (1:18.739) |                    |
| 11    | 12 de julio      | Gran Premio de Gran Bretaña Circuito de Silverstone Longitud: 5,141 km Vueltas: 60 Distancia de carrera: 308,355 km Ganador 2003: Rubens Barrichello - Ferrari           | Resultados completos |                               |                    |                               |                    |
| 12    | 25 de julio      | Gran Premio de Alemania Hockenheimring Longitud: 4,574 km Vueltas: 66 Distancia de carrera: 301,884 km Ganador 2003: Juan Pablo Montoya - Williams                       |                      | Libres 1                      | Anthony Davidson   | Ganador                       | Michael Schumacher |
| 12    | 25 de julio      | Gran Premio de Alemania Hockenheimring Longitud: 4,574 km Vueltas: 66 Distancia de carrera: 301,884 km Ganador 2003: Juan Pablo Montoya - Williams                       | Libres 2             | Michael Schumacher            | 2.do puesto        | Jenson Button                 |                    |
| 12    | 25 de julio      | Gran Premio de Alemania Hockenheimring Longitud: 4,574 km Vueltas: 66 Distancia de carrera: 301,884 km Ganador 2003: Juan Pablo Montoya - Williams                       | Libres 3             | Michael Schumacher            | 3.er puesto        | Fernando Alonso               |                    |
| 12    | 25 de julio      | Gran Premio de Alemania Hockenheimring Longitud: 4,574 km Vueltas: 66 Distancia de carrera: 301,884 km Ganador 2003: Juan Pablo Montoya - Williams                       | Libres 4             | Jenson Button                 | Vuelta rápida      | Kimi Räikkönen (1:13.780)     |                    |
| 12    | 25 de julio      | Gran Premio de Alemania Hockenheimring Longitud: 4,574 km Vueltas: 66 Distancia de carrera: 301,884 km Ganador 2003: Juan Pablo Montoya - Williams                       | Pole position        | Michael Schumacher (1:13.306) | Vuelta rápida      | Kimi Räikkönen (1:13.780)     |                    |
| 12    | 25 de julio      | Gran Premio de Alemania Hockenheimring Longitud: 4,574 km Vueltas: 66 Distancia de carrera: 301,884 km Ganador 2003: Juan Pablo Montoya - Williams                       | Resultados completos |                               |                    |                               |                    |
| 13    | 15 de agosto     | Gran Premio de Hungría Hungaroring Longitud: 4,381 km Vueltas: 70 Distancia de carrera: 306,663 km Ganador 2003: Fernando Alonso - Renault                               |                      | Libres 1                      | Michael Schumacher | Ganador                       | Michael Schumacher |
| 13    | 15 de agosto     | Gran Premio de Hungría Hungaroring Longitud: 4,381 km Vueltas: 70 Distancia de carrera: 306,663 km Ganador 2003: Fernando Alonso - Renault                               | Libres 2             | Kimi Räikkönen                | 2.do puesto        | Rubens Barrichello            |                    |
| 13    | 15 de agosto     | Gran Premio de Hungría Hungaroring Longitud: 4,381 km Vueltas: 70 Distancia de carrera: 306,663 km Ganador 2003: Fernando Alonso - Renault                               | Libres 3             | Michael Schumacher            | 3.er puesto        | Fernando Alonso               |                    |
| 13    | 15 de agosto     | Gran Premio de Hungría Hungaroring Longitud: 4,381 km Vueltas: 70 Distancia de carrera: 306,663 km Ganador 2003: Fernando Alonso - Renault                               | Libres 4             | Jenson Button                 | Vuelta rápida      | Michael Schumacher (1:19.071) |                    |
| 13    | 15 de agosto     | Gran Premio de Hungría Hungaroring Longitud: 4,381 km Vueltas: 70 Distancia de carrera: 306,663 km Ganador 2003: Fernando Alonso - Renault                               | Pole position        | Michael Schumacher (1:19.146) | Vuelta rápida      | Michael Schumacher (1:19.071) |                    |
| 13    | 15 de agosto     | Gran Premio de Hungría Hungaroring Longitud: 4,381 km Vueltas: 70 Distancia de carrera: 306,663 km Ganador 2003: Fernando Alonso - Renault                               | Resultados completos |                               |                    |                               |                    |
| 14    | 29 de agosto     | Gran Premio de Bélgica Circuito de Spa-Francorchamps Longitud: 6,976 km Vueltas: 44 Distancia de carrera: 306,927 km Ganador 2003: No se disputó                         |                      | Libres 1                      | Anthony Davidson   | Ganador                       | Kimi Räikkönen     |
| 14    | 29 de agosto     | Gran Premio de Bélgica Circuito de Spa-Francorchamps Longitud: 6,976 km Vueltas: 44 Distancia de carrera: 306,927 km Ganador 2003: No se disputó                         | Libres 2             | Kimi Räikkönen                | 2.do puesto        | Michael Schumacher            |                    |
| 14    | 29 de agosto     | Gran Premio de Bélgica Circuito de Spa-Francorchamps Longitud: 6,976 km Vueltas: 44 Distancia de carrera: 306,927 km Ganador 2003: No se disputó                         | Libres 3             | No se realizó                 | 3.er puesto        | Rubens Barrichello            |                    |
| 14    | 29 de agosto     | Gran Premio de Bélgica Circuito de Spa-Francorchamps Longitud: 6,976 km Vueltas: 44 Distancia de carrera: 306,927 km Ganador 2003: No se disputó                         | Libres 4             | Rubens Barrichello            | Vuelta rápida      | Kimi Räikkönen (1:45.108)     |                    |
| 14    | 29 de agosto     | Gran Premio de Bélgica Circuito de Spa-Francorchamps Longitud: 6,976 km Vueltas: 44 Distancia de carrera: 306,927 km Ganador 2003: No se disputó                         | Pole position        | Jarno Trulli (1:56.232)       | Vuelta rápida      | Kimi Räikkönen (1:45.108)     |                    |
| 14    | 29 de agosto     | Gran Premio de Bélgica Circuito de Spa-Francorchamps Longitud: 6,976 km Vueltas: 44 Distancia de carrera: 306,927 km Ganador 2003: No se disputó                         | Resultados completos |                               |                    |                               |                    |
| 15    | 12 de septiembre | Gran Premio de Italia Autodromo Nazionale di Monza Longitud: 5,793 km Vueltas: 53 Distancia de carrera: 306,719 km Ganador 2003: Michael Schumacher - Ferrari            |                      | Libres 1                      | Michael Schumacher | Ganador                       | Rubens Barrichello |
| 15    | 12 de septiembre | Gran Premio de Italia Autodromo Nazionale di Monza Longitud: 5,793 km Vueltas: 53 Distancia de carrera: 306,719 km Ganador 2003: Michael Schumacher - Ferrari            | Libres 2             | Kimi Räikkönen                | 2.do puesto        | Michael Schumacher            |                    |
| 15    | 12 de septiembre | Gran Premio de Italia Autodromo Nazionale di Monza Longitud: 5,793 km Vueltas: 53 Distancia de carrera: 306,719 km Ganador 2003: Michael Schumacher - Ferrari            | Libres 3             | Juan Pablo Montoya            | 3.er puesto        | Jenson Button                 |                    |
| 15    | 12 de septiembre | Gran Premio de Italia Autodromo Nazionale di Monza Longitud: 5,793 km Vueltas: 53 Distancia de carrera: 306,719 km Ganador 2003: Michael Schumacher - Ferrari            | Libres 4             | Rubens Barrichello            | Vuelta rápida      | Rubens Barrichello (1:21.046) |                    |
| 15    | 12 de septiembre | Gran Premio de Italia Autodromo Nazionale di Monza Longitud: 5,793 km Vueltas: 53 Distancia de carrera: 306,719 km Ganador 2003: Michael Schumacher - Ferrari            | Pole position        | Rubens Barrichello (1:20.089) | Vuelta rápida      | Rubens Barrichello (1:21.046) |                    |
| 15    | 12 de septiembre | Gran Premio de Italia Autodromo Nazionale di Monza Longitud: 5,793 km Vueltas: 53 Distancia de carrera: 306,719 km Ganador 2003: Michael Schumacher - Ferrari            | Resultados completos |                               |                    |                               |                    |
| 16    | 26 de septiembre | Gran Premio de China Circuito Internacional de Shanghái Longitud: 5,451 km Vueltas: 56 Distancia de carrera: 305,066 km Ganador 2003: Primera edición                    |                      | Libres 1                      | Anthony Davidson   | Ganador                       | Rubens Barrichello |
| 16    | 26 de septiembre | Gran Premio de China Circuito Internacional de Shanghái Longitud: 5,451 km Vueltas: 56 Distancia de carrera: 305,066 km Ganador 2003: Primera edición                    | Libres 2             | Anthony Davidson              | 2.do puesto        | Jenson Button                 |                    |
| 16    | 26 de septiembre | Gran Premio de China Circuito Internacional de Shanghái Longitud: 5,451 km Vueltas: 56 Distancia de carrera: 305,066 km Ganador 2003: Primera edición                    | Libres 3             | Ralf Schumacher               | 3.er puesto        | Kimi Räikkönen                |                    |
| 16    | 26 de septiembre | Gran Premio de China Circuito Internacional de Shanghái Longitud: 5,451 km Vueltas: 56 Distancia de carrera: 305,066 km Ganador 2003: Primera edición                    | Libres 4             | Michael Schumacher            | Vuelta rápida      | Michael Schumacher (1:32.238) |                    |
| 16    | 26 de septiembre | Gran Premio de China Circuito Internacional de Shanghái Longitud: 5,451 km Vueltas: 56 Distancia de carrera: 305,066 km Ganador 2003: Primera edición                    | Pole position        | Rubens Barrichello (1:34.012) | Vuelta rápida      | Michael Schumacher (1:32.238) |                    |
| 16    | 26 de septiembre | Gran Premio de China Circuito Internacional de Shanghái Longitud: 5,451 km Vueltas: 56 Distancia de carrera: 305,066 km Ganador 2003: Primera edición                    | Resultados completos |                               |                    |                               |                    |
| 17    | 10 de octubre    | Gran Premio de Japón Circuito de Suzuka Longitud: 5,807 km Vueltas: 53 Distancia de carrera: 307,771 km Ganador 2003: Rubens Barrichello - Ferrari                       |                      | Libres 1                      | Michael Schumacher | Ganador                       | Michael Schumacher |
| 17    | 10 de octubre    | Gran Premio de Japón Circuito de Suzuka Longitud: 5,807 km Vueltas: 53 Distancia de carrera: 307,771 km Ganador 2003: Rubens Barrichello - Ferrari                       | Libres 2             | Michael Schumacher            | 2.do puesto        | Ralf Schumacher               |                    |
| 17    | 10 de octubre    | Gran Premio de Japón Circuito de Suzuka Longitud: 5,807 km Vueltas: 53 Distancia de carrera: 307,771 km Ganador 2003: Rubens Barrichello - Ferrari                       | Libres 3             | No se realizó                 | 3.er puesto        | Jenson Button                 |                    |
| 17    | 10 de octubre    | Gran Premio de Japón Circuito de Suzuka Longitud: 5,807 km Vueltas: 53 Distancia de carrera: 307,771 km Ganador 2003: Rubens Barrichello - Ferrari                       | Libres 4             | No se realizó                 | Vuelta rápida      | Rubens Barrichello (1:32.730) |                    |
| 17    | 10 de octubre    | Gran Premio de Japón Circuito de Suzuka Longitud: 5,807 km Vueltas: 53 Distancia de carrera: 307,771 km Ganador 2003: Rubens Barrichello - Ferrari                       | Pole position        | Michael Schumacher (1:33.542) | Vuelta rápida      | Rubens Barrichello (1:32.730) |                    |
| 17    | 10 de octubre    | Gran Premio de Japón Circuito de Suzuka Longitud: 5,807 km Vueltas: 53 Distancia de carrera: 307,771 km Ganador 2003: Rubens Barrichello - Ferrari                       | Resultados completos |                               |                    |                               |                    |
| 18    | 24 de octubre    | Gran Premio de Brasil Autódromo José Carlos Pace Longitud: 4,309 km Vueltas: 71 Distancia de carrera: 305,909 km Ganador 2003: Giancarlo Fisichella - Jordan             |                      | Libres 1                      | Juan Pablo Montoya | Ganador                       | Juan Pablo Montoya |
| 18    | 24 de octubre    | Gran Premio de Brasil Autódromo José Carlos Pace Longitud: 4,309 km Vueltas: 71 Distancia de carrera: 305,909 km Ganador 2003: Giancarlo Fisichella - Jordan             | Libres 2             | Rubens Barrichello            | 2.do puesto        | Kimi Räikkönen                |                    |
| 18    | 24 de octubre    | Gran Premio de Brasil Autódromo José Carlos Pace Longitud: 4,309 km Vueltas: 71 Distancia de carrera: 305,909 km Ganador 2003: Giancarlo Fisichella - Jordan             | Libres 3             | Jenson Button                 | 3.er puesto        | Rubens Barrichello            |                    |
| 18    | 24 de octubre    | Gran Premio de Brasil Autódromo José Carlos Pace Longitud: 4,309 km Vueltas: 71 Distancia de carrera: 305,909 km Ganador 2003: Giancarlo Fisichella - Jordan             | Libres 4             | Rubens Barrichello            | Vuelta rápida      | Juan Pablo Montoya (1:11.473) |                    |
| 18    | 24 de octubre    | Gran Premio de Brasil Autódromo José Carlos Pace Longitud: 4,309 km Vueltas: 71 Distancia de carrera: 305,909 km Ganador 2003: Giancarlo Fisichella - Jordan             | Pole position        | Rubens Barrichello (1:10.646) | Vuelta rápida      | Juan Pablo Montoya (1:11.473) |                    |
| 18    | 24 de octubre    | Gran Premio de Brasil Autódromo José Carlos Pace Longitud: 4,309 km Vueltas: 71 Distancia de carrera: 305,909 km Ganador 2003: Giancarlo Fisichella - Jordan             | Resultados completos |                               |                    |                               |                    |

## Clasificaciones

### Puntuaciones
| Posición | 1.º | 2.º | 3.º | 4.º | 5.º | 6.º | 7.º | 8.º |
| Puntos   | 10  | 8   | 6   | 5   | 4   | 3   | 2   | 1   |

### Campeonato de Pilotos
| Pos. | Piloto               | AUS | MYS | BHR | SMR | ESP | MON | EUR | CAN | USA | FRA | GBR | GER | HUN | BEL | ITA | CHN | JPN | BRA | Puntos |
| ---- | -------------------- | --- | --- | --- | --- | --- | --- | --- | --- | --- | --- | --- | --- | --- | --- | --- | --- | --- | --- | ------ |
| 1    | Michael Schumacher   | 1   | 1   | 1   | 1   | 1   | Ret | 1   | 1   | 1   | 1   | 1   | 1   | 1   | 2   | 2   | 12  | 1   | 7   | 148    |
| 2    | Rubens Barrichello   | 2   | 4   | 2   | 6   | 2   | 3   | 2   | 2   | 2   | 3   | 3   | 12  | 2   | 3   | 1   | 1   | Ret | 3   | 114    |
| 3    | Jenson Button        | 6   | 3   | 3   | 2   | 8   | 2   | 3   | 3   | Ret | 5   | 4   | 2   | 5   | Ret | 3   | 2   | 3   | Ret | 85     |
| 4    | Fernando Alonso      | 3   | 7   | 6   | 4   | 4   | Ret | 5   | Ret | Ret | 2   | 10  | 3   | 3   | Ret | Ret | 4   | 5   | 4   | 59     |
| 5    | Juan Pablo Montoya   | 5   | 2   | 13  | 3   | Ret | 4   | 8   | DSQ | DSQ | 8   | 5   | 5   | 4   | Ret | 5   | 5   | 7   | 1   | 58     |
| 6    | Jarno Trulli         | 7   | 5   | 4   | 5   | 3   | 1   | 4   | Ret | 4   | 4   | Ret | 11  | Ret | 9   | 10  |     | 11  | 12  | 46     |
| 7    | Kimi Räikkönen       | Ret | Ret | Ret | 8   | 11  | Ret | Ret | 5   | 6   | 7   | 2   | Ret | Ret | 1   | Ret | 3   | 6   | 2   | 45     |
| 8    | Takuma Satō          | 9   | 15  | 5   | 16  | 5   | Ret | Ret | Ret | 3   | Ret | 11  | 8   | 6   | Ret | 4   | 6   | 4   | 6   | 34     |
| 9    | Ralf Schumacher      | 4   | Ret | 7   | 7   | 6   | 10  | Ret | DSQ | Ret |     |     |     |     |     |     | Ret | 2   | 5   | 24     |
| 10   | David Coulthard      | 8   | 6   | Ret | 12  | 10  | Ret | Ret | 6   | 7   | 6   | 7   | 4   | 9   | 7   | 6   | 9   | Ret | 11  | 24     |
| 11   | Giancarlo Fisichella | 10  | 11  | 11  | 9   | 7   | Ret | 6   | 4   | 9   | 12  | 6   | 9   | 8   | 5   | 8   | 7   | 8   | 9   | 22     |
| 12   | Felipe Massa         | Ret | 8   | 12  | 10  | 9   | 5   | 9   | Ret | Ret | 13  | 9   | 13  | Ret | 4   | 12  | 8   | 9   | 8   | 12     |
| 13   | Mark Webber          | Ret | Ret | 8   | 13  | 12  | Ret | 7   | Ret | Ret | 9   | 8   | 6   | 10  | Ret | 9   | 10  | Ret | Ret | 7      |
| 14   | Olivier Panis        | 13  | 12  | 9   | 11  | Ret | 8   | 11  | DSQ | 5   | 15  | Ret | 14  | 11  | 8   | Ret | 14  | 14  |     | 6      |
| 15   | Antônio Pizzonia     |     |     |     |     |     |     |     |     |     |     |     | 7   | 7   | Ret | 7   |     |     |     | 6      |
| 16   | Christian Klien      | 11  | 10  | 14  | 14  | Ret | Ret | 12  | 9   | Ret | 11  | 14  | 10  | 13  | 6   | 13  | Ret | 12  | 14  | 3      |
| 17   | Cristiano da Matta   | 12  | 9   | 10  | Ret | 13  | 6   | Ret | DSQ | Ret | 14  | 13  | Ret |     |     |     |     |     |     | 3      |
| 18   | Nick Heidfeld        | Ret | Ret | 15  | Ret | Ret | 7   | 10  | 8   | Ret | 16  | 15  | Ret | 12  | 11  | 14  | 13  | 13  | Ret | 3      |
| 19   | Timo Glock           |     |     |     |     |     |     |     | 7   |     |     |     |     |     |     |     | 15  | 15  | 15  | 2      |
| 20   | Zsolt Baumgartner    | Ret | 16  | Ret | 15  | Ret | 9   | 15  | 10  | 8   | Ret | Ret | 16  | 15  | Ret | 15  | 16  | Ret | 16  | 1      |
| 21   | Jacques Villeneuve   |     |     |     |     |     |     |     |     |     |     |     |     |     |     |     | 11  | 10  | 10  | 0      |
| 22   | Ricardo Zonta        |     |     |     |     |     |     |     |     |     |     |     |     | Ret | 10  | 11  | Ret |     | 13  | 0      |
| 23   | Marc Gené            |     |     |     |     |     |     |     |     |     | 10  | 12  |     |     |     |     |     |     |     | 0      |
| 24   | Giorgio Pantano      | 14  | 13  | 16  | Ret | Ret | Ret | 13  |     | Ret | 17  | Ret | 15  | Ret | Ret | Ret |     |     |     | 0      |
| 25   | Gianmaria Bruni      | NC  | 14  | 17  | Ret | Ret | Ret | 14  | Ret | Ret | 18  | 16  | 17  | 14  | Ret | Ret | Ret | 16  | 17  | 0      |
| Pos. | Piloto               | AUS | MYS | BHR | SMR | ESP | MON | EUR | CAN | USA | FRA | GBR | GER | HUN | BEL | ITA | CHN | JPN | BRA | Puntos |

| Color      | Resultado                          |
| ---------- | ---------------------------------- |
| Oro        | Ganador                            |
| Plata      | 2.º puesto                         |
| Bronce     | 3.er puesto                        |
| Verde      | Finalizó en los puntos             |
| Azul       | Finalizó sin puntos                |
| Azul       | NC - No clasificado                |
| Violeta    | Ret - No terminó                   |
| Rojo       | DNQ - No se clasificó              |
| Rojo       | DNPQ - No se preclasificó          |
| Negro      | DSQ - Descalificado                |
| Blanco     | DNS - No empezó                    |
| Blanco     | WD - Retirado                      |
| Blanco     | C - Carrera cancelada              |
| Azul claro | TD - Entrenamientos libres (2003-) |
| Sin color  | DNP - Inscrito, pero no participó  |
| Sin color  | INJ - Inscrito, pero lesionado     |
| Sin color  | EX - Excluido                      |

| Estado  | Resultado                                                                             |
| ------- | ------------------------------------------------------------------------------------- |
| Negrita | Pole position                                                                         |
| Cursiva | Vuelta rápida                                                                         |
| 1-8     | Posiciones puntuables de clasificación sprint (2021-)                                 |
| †       | No acabó el Gran Premio, pero fue clasificado ya que completó el porcentaje necesario |
| ‡       | Monoplaza compartido                                                                  |
| ~       | Se otorgó la mitad de puntos ya que no se cumplió con el 75% de la carrera            |
| ≠       | No obtuvo puntos ya que era piloto invitado                                           |
| F2      | Inscrito para carrera de Fórmula 2, no sumaba puntos                                  |

### Estadísticas del Campeonato de Pilotos
| Pos. | Piloto               | Escudería      | Grandes Premios | Victorias | Podios | Poles | Vueltas rápidas | Puntos |
| ---- | -------------------- | -------------- | --------------- | --------- | ------ | ----- | --------------- | ------ |
| 1    | Michael Schumacher   | Ferrari        | 18              | 13        | 15     | 8     | 10              | 148    |
| 2    | Rubens Barrichello   | Ferrari        | 18              | 2         | 14     | 4     | 4               | 114    |
| 3    | Jenson Button        | BAR            | 18              |           | 10     | 1     |                 | 85     |
| 4    | Fernando Alonso      | Renault        | 18              |           | 4      | 1     |                 | 59     |
| 5    | Juan Pablo Montoya   | Williams       | 18              | 1         | 3      |       | 2               | 58     |
| 6    | Jarno Trulli         | Renault Toyota | 17              | 1         | 2      | 2     |                 | 46     |
| 7    | Kimi Räikkönen       | McLaren        | 18              | 1         | 4      | 1     | 2               | 45     |
| 8    | Takuma Satō          | BAR            | 18              |           | 1      |       |                 | 34     |
| 9    | Ralf Schumacher      | Williams       | 12              |           | 1      | 1     |                 | 24     |
| 10   | David Coulthard      | McLaren        | 18              |           |        |       |                 | 24     |
| 11   | Giancarlo Fisichella | Sauber         | 18              |           |        |       |                 | 22     |
| 12   | Felipe Massa         | Sauber         | 18              |           |        |       |                 | 12     |
| 13   | Mark Webber          | Jaguar         | 18              |           |        |       |                 | 7      |
| 14   | Olivier Panis        | Toyota         | 17              |           |        |       |                 | 6      |
| 15   | Antônio Pizzonia     | Williams       | 4               |           |        |       |                 | 6      |
| 16   | Christian Klien      | Jaguar         | 18              |           |        |       |                 | 3      |
| 17   | Cristiano da Matta   | Toyota         | 12              |           |        |       |                 | 3      |
| 18   | Nick Heidfeld        | Jordan         | 18              |           |        |       |                 | 3      |
| 19   | Timo Glock           | Jordan         | 4               |           |        |       |                 | 2      |
| 20   | Zsolt Baumgartner    | Minardi        | 18              |           |        |       |                 | 1      |
| 21   | Jacques Villeneuve   | Renault        | 3               |           |        |       |                 | 0      |
| 22   | Ricardo Zonta        | Toyota         | 5               |           |        |       |                 | 0      |
| 23   | Marc Gené            | Williams       | 2               |           |        |       |                 | 0      |
| 24   | Giorgio Pantano      | Jordan         | 14              |           |        |       |                 | 0      |
| 25   | Gianmaria Bruni      | Minardi        | 18              |           |        |       |                 | 0      |

### Campeonato de Constructores
| Pos. | Constructor      | N.º | AUS | MYS | BHR | SMR | ESP | MON | EUR | CAN | USA | FRA | GBR | GER | HUN | BEL | ITA | CHN | JPN | BRA | Puntos |
| ---- | ---------------- | --- | --- | --- | --- | --- | --- | --- | --- | --- | --- | --- | --- | --- | --- | --- | --- | --- | --- | --- | ------ |
| 1    | Ferrari          | 1   | 1   | 1   | 1   | 1   | 1   | Ret | 1   | 1   | 1   | 1   | 1   | 1   | 1   | 2   | 2   | 12  | 1   | 7   | 262    |
| 1    | Ferrari          | 2   | 2   | 4   | 2   | 6   | 2   | 3   | 2   | 2   | 2   | 3   | 3   | 12  | 2   | 3   | 1   | 1   | Ret | 3   | 262    |
| 2    | BAR-Honda        | 9   | 6   | 3   | 3   | 2   | 8   | 2   | 3   | 3   | Ret | 5   | 4   | 2   | 5   | Ret | 3   | 2   | 3   | Ret | 119    |
| 2    | BAR-Honda        | 10  | 9   | 15  | 5   | 16  | 5   | Ret | Ret | Ret | 3   | Ret | 11  | 8   | 6   | Ret | 4   | 6   | 4   | 6   | 119    |
| 3    | Renault          | 7   | 7   | 5   | 4   | 5   | 3   | 1   | 4   | Ret | 4   | 4   | Ret | 11  | Ret | 9   | 10  | 11  | 10  | 10  | 105    |
| 3    | Renault          | 8   | 3   | 7   | 6   | 4   | 4   | Ret | 5   | Ret | Ret | 2   | 10  | 3   | 3   | Ret | Ret | 4   | 5   | 4   | 105    |
| 4    | Williams-BMW     | 3   | 5   | 2   | 13  | 3   | Ret | 4   | 8   | DSQ | DSQ | 8   | 5   | 5   | 4   | Ret | 5   | 5   | 7   | 1   | 88     |
| 4    | Williams-BMW     | 4   | 4   | Ret | 7   | 7   | 6   | 10  | Ret | DSQ | Ret | 10  | 12  | 7   | 7   | Ret | 7   | Ret | 2   | 5   | 88     |
| 5    | McLaren-Mercedes | 5   | 8   | 6   | Ret | 12  | 10  | Ret | Ret | 6   | 7   | 6   | 7   | 4   | 9   | 7   | 6   | 9   | Ret | 11  | 69     |
| 5    | McLaren-Mercedes | 6   | Ret | Ret | Ret | 8   | 11  | Ret | Ret | 5   | 6   | 7   | 2   | Ret | Ret | 1   | Ret | 3   | 6   | 2   | 69     |
| 6    | Sauber-Petronas  | 11  | 10  | 11  | 11  | 9   | 7   | Ret | 6   | 4   | 9   | 12  | 6   | 9   | 8   | 5   | 8   | 7   | 8   | 9   | 34     |
| 6    | Sauber-Petronas  | 12  | Ret | 8   | 12  | 10  | 9   | 5   | 9   | Ret | Ret | 13  | 9   | 13  | Ret | 4   | 12  | 8   | 9   | 8   | 34     |
| 7    | Jaguar-Cosworth  | 14  | Ret | Ret | 8   | 13  | 12  | Ret | 7   | Ret | Ret | 9   | 8   | 6   | 10  | Ret | 9   | 10  | Ret | Ret | 10     |
| 7    | Jaguar-Cosworth  | 15  | 11  | 10  | 14  | 14  | Ret | Ret | 12  | 9   | Ret | 11  | 14  | 10  | 13  | 6   | 13  | Ret | 12  | 14  | 10     |
| 8    | Toyota           | 16  | 12  | 9   | 10  | Ret | 13  | 6   | Ret | DSQ | Ret | 14  | 13  | Ret | Ret | 10  | 11  | Ret | 11  | 12  | 9      |
| 8    | Toyota           | 17  | 13  | 12  | 9   | 11  | Ret | 8   | 11  | DSQ | 5   | 15  | Ret | 14  | 11  | 8   | Ret | 14  | 14  | 13  | 9      |
| 9    | Jordan-Ford      | 18  | Ret | Ret | 15  | Ret | Ret | 7   | 10  | 8   | Ret | 16  | 15  | Ret | 12  | 11  | 14  | 13  | 13  | Ret | 5      |
| 9    | Jordan-Ford      | 19  | 14  | 13  | 16  | Ret | Ret | Ret | 13  | 7   | Ret | 17  | Ret | 15  | Ret | Ret | Ret | 15  | 15  | 15  | 5      |
| 10   | Minardi-Cosworth | 20  | NC  | 14  | 17  | Ret | Ret | Ret | 14  | Ret | Ret | 18  | 16  | 17  | 14  | Ret | Ret | Ret | 16  | 17  | 1      |
| 10   | Minardi-Cosworth | 21  | Ret | 16  | Ret | 15  | Ret | 9   | 15  | 10  | 8   | Ret | Ret | 16  | 15  | Ret | 15  | 16  | Ret | 16  | 1      |
| Pos. | Constructor      | N.º | AUS | MYS | BHR | SMR | ESP | MON | EUR | CAN | USA | FRA | GBR | GER | HUN | BEL | ITA | CHN | JPN | BRA | Puntos |

| Color      | Resultado                          |
| ---------- | ---------------------------------- |
| Oro        | Ganador                            |
| Plata      | 2.º puesto                         |
| Bronce     | 3.er puesto                        |
| Verde      | Finalizó en los puntos             |
| Azul       | Finalizó sin puntos                |
| Azul       | NC - No clasificado                |
| Violeta    | Ret - No terminó                   |
| Rojo       | DNQ - No se clasificó              |
| Rojo       | DNPQ - No se preclasificó          |
| Negro      | DSQ - Descalificado                |
| Blanco     | DNS - No empezó                    |
| Blanco     | WD - Retirado                      |
| Blanco     | C - Carrera cancelada              |
| Azul claro | TD - Entrenamientos libres (2003-) |
| Sin color  | DNP - Inscrito, pero no participó  |
| Sin color  | INJ - Inscrito, pero lesionado     |
| Sin color  | EX - Excluido                      |

| Estado  | Resultado                                                                             |
| ------- | ------------------------------------------------------------------------------------- |
| Negrita | Pole position                                                                         |
| Cursiva | Vuelta rápida                                                                         |
| 1-8     | Posiciones puntuables de clasificación sprint (2021-)                                 |
| †       | No acabó el Gran Premio, pero fue clasificado ya que completó el porcentaje necesario |
| ‡       | Monoplaza compartido                                                                  |
| ~       | Se otorgó la mitad de puntos ya que no se cumplió con el 75% de la carrera            |
| ≠       | No obtuvo puntos ya que era piloto invitado                                           |
| F2      | Inscrito para carrera de Fórmula 2, no sumaba puntos                                  |

### Estadísticas del Campeonato de Constructores
| Pos. | Constructor | Chasis | Motor              | Grandes Premios | Victorias | Podios | Poles | Vueltas rápidas | Puntos |
| ---- | ----------- | ------ | ------------------ | --------------- | --------- | ------ | ----- | --------------- | ------ |
| 1    | Ferrari     | F2004  | Ferrari            | 18              | 15        | 29     | 12    | 14              | 262    |
| 2    | BAR         | 006    | Honda              | 18              |           | 11     | 1     |                 | 119    |
| 3    | Renault     | R24    | Renault            | 18              | 1         | 6      | 3     |                 | 105    |
| 4    | Williams    | FW26   | BMW                | 18              | 1         | 4      | 1     | 2               | 88     |
| 5    | McLaren     | MP4-19 | Mercedes           | 18              | 1         | 4      | 1     | 2               | 69     |
| 6    | Sauber      | C23    | Petronas (Ferrari) | 18              |           |        |       |                 | 34     |
| 7    | Jaguar      | R5     | Cosworth           | 18              |           |        |       |                 | 10     |
| 8    | Toyota      | TF104  | Toyota             | 18              |           |        |       |                 | 9      |
| 9    | Jordan      | EJ14   | Ford               | 18              |           |        |       |                 | 5      |
| 10   | Minardi     | PS04   | Asiatech           | 18              |           |        |       |                 | 1      |